# Pangrapta trimantesalis
Pangrapta trimantesalis là một loài bướm đêm trong họ Erebidae.